# Kaliya Mardan
Kaliya Mardan (noto anche col titolo The Childhood of Krishna) è un film del 1919, diretto da Dhundiraj Govind Phalke. La pellicola non ci è pervenuta nella sua interezza, ammontando attualmente ad una lunghezza di 4441 piedi (1353 m).

## Trama
In età infantile il dio Krishna aveva un carattere vivace. Protagonista di marachelle e scherzi, spesso ai danni della sua madre terrena Yashoda, compiute molte volte in combutta con una schiera di ragazzini poco più grandi di lui, che già l'idolatrano, finisce addirittura coll'essere segnalato all'autorità locale.
Ma le sue gesta sono anche caratterizzate dalla compassione, o dal risveglio delle qualità estetiche (è un perfetto flautista), coreutiche ed apotropaiche a favore della popolazione e dell'umanità intera.
La sua eroica e simbolica lotta subacquea col serpente marino gigante Kaliya, nel corso della quale viene creduto morto, e che invece lo vede alla fine trionfante, serve a riappacificare il fanciullo divino con la sua comunità.